# Lisle (Illinois)
Lisle é uma vila localizada no estado americano de Illinois, no Condado de DuPage.

## Demografia
Segundo o censo americano de 2000, a sua população era de 21.182 habitantes.
Em 2006, foi estimada uma população de 23.364, um aumento de 2182 (10.3%).

## Geografia
De acordo com o United States Census Bureau tem uma área de
16,6 km², dos quais 16,5 km² cobertos por terra e 0,1 km² cobertos por água.

## Localidades na vizinhança
O diagrama seguinte representa as localidades num raio de 12 km ao redor de Lisle.